# Kentron Seeker
Il Kentron Seeker, poi Denel Seeker, è un aeromobile a pilotaggio remoto (APR) prodotto in Sudafrica dalla Kentron (oggi conosciuta come Denel Aerospace Systems). Il velivolo è stato visto la prima volta in Angola, nel 1987. Ha un'apertura alare di 5,8 m, trasporta un carico utile di 40 kg, ha un'autonomia di 9 ore e un raggio d'azione fino a 200km.

## Versioni
Seeker 

Seeker II 

Seeker 400 

## Utilizzatori
Algeria
- al-Quwwat al-Jawwiyya al-Jaza'iriyya

10 esemplari acquistati tra il 1998 ed il 1999, 6 in servizio al settembre 2018.
 Emirati Arabi Uniti
- Al-Quwwāt al-Jawiyya al-Imārātiyya

11 Seeker II ricevuti in più lotti, 6 Seeker 400 armati nel 2018 e nel 2020, più un ulteriore Seeker 400 ordinato a marzo 2021.